# Las lágrimas de san Pedro (El Greco, Bowes Museum)
Las lágrimas de san Pedro  es una obra del Greco, realizada entre 1580 y 1586 durante su primer período toledano. Se exhibe en el Bowes Museum (una colección privada de Escocia) y en el Museo Soumaya de México, Museo del Prado, Museo de Arte de San Diego, Museo de Arte de Toledo. 

## Análisis
Esta obra repite el esquema de la Magdalena penitente: una cueva y un paisaje ocupado por un ángel. Incluso la postura de ambas figuras es similar, ambas elevan su mirada hacia el cielo y unen sus manos en actitud orante.
El centro de atención de esta obra es el apóstol san Pedro, que manifiesta gran espiritualidad. Se encuentra lamentando su negación de conocer a Cristo. Sus brazos demuestran una gran maestría muy próxima a la Escuela veneciana. El recurso de perspectiva es idéntido al empleado por otros artistas del Manierismo, lo que convierte a esta obra en una pieza perfecta para los propósitos de la Contrarreforma.

## Descripción
Ante una mirada más reflexiva del cuadro de las lágrimas de San Pedro, podemos captar inicialmente el rostro del apóstol arrepentido; San Pedro eleva su mirada pidiendo perdón tras negar al Maestro en la noche en que Jesús es conducido como prisionero ante el Sanedrín. 
La Biblia. Mt 26, 69-75/ Mc 14,66-72/ Lc 22, 55-62/ Jn 18, 15-25. «y saliendo fuera, lloró amargamente».
En la imagen, San Pedro se encuentra cobijado bajo la roca de una gruta. Del lado izquierdo de la pintura podemos apreciar un paisaje abierto donde se sitúa una escena inmediatamente posterior a la resurrección de Cristo. Delante de un fondo rocoso, envuelto en la luz fría del amanecer, aparecen representadas dos pequeñas figuras.
En primer término una mujer que camina hacia la escena principal (María Magdalena) y en segundo término una figura con forma de  ángel,  que sobre un sepulcro,  viste resplandecientes vestiduras y queda envuelta en una luz fría. La imagen del ángel sigue la descripción de los textos evangélicos.
La Biblia. Mt 28, 3. «Era su aspecto como el relámpago y su vestidura blanca como la nieve».
La escena se sitúa en la mañana de Pascua, cuando María Magdalena y las piadosas mujeres que acompañaron a Jesús en la crucifixión, acuden a su tumba para terminar de embalsamar el cadáver de Cristo. El ángel es el encargado de anunciar la resurrección de Jesús, sentado sobre el sepulcro vacío, comunica a las santas mujeres que Jesús ha resucitado, según su promesa. La imagen parece corresponder con fidelidad a lo citado en el evangelio de Mateo.
La Biblia. Mt 28, 2. «De pronto se produjo un gran terremoto, pues un ángel del Señor bajó del cielo y, acercándose, hizo rodar la piedra y se sentó encima de ella.»

En la imagen del Museo del Greco, la Magdalena aparece con el bote de perfume en su mano izquierda y con el pelo suelto, símbolo de la mujer pecadora. El perfume que porta, servirá para terminar el embalsamiento de Jesús, el cual no había sido concluido debido a los preceptos religiosos de la Pésaj/pascua judía, los cuales no se lo permitían en la tarde del viernes.
Tanto María Magdalena como San Pedro, representan la imagen de santo arrepentido.Y es a través de estas imágenes de devoción popular, las figuras de ambos son claves para la representación del arrepentimiento.
El asunto de las lágrimas de San Pedro será utilizado por teólogos y moralistas de la Contrarreforma como elemento de acercamiento al fiel, aproximando las debilidades del santo al hombre mortal mediante la falta cometida. 

## Técnica
Continuando un convencionalismo italiano, el Greco representa a San Pedro con la túnica azul y un manto amarillo.
En esta obra el Greco emplea un estilo manierista propio, el cual se caracteriza por pinceladas sueltas y vigorosas. El uso de colores puros, luminosos y llenos de vida. Las figuras se alargan, las manos y los rostros se desmaterializan y dramatizan con el perfilado en negro y los fuertes contrastes de luz y sombra. Con unos paisajes de fondo cada vez más irreales y de colorido extraordinariamente vivo. Un estilo que es resultado de la influencia de sus maestros de Creta, Venecia y Roma.
Además de destacarse por una composición triangular, claramente influencia Bizantina.